# Wiener Neustädter Flugzeugwerke

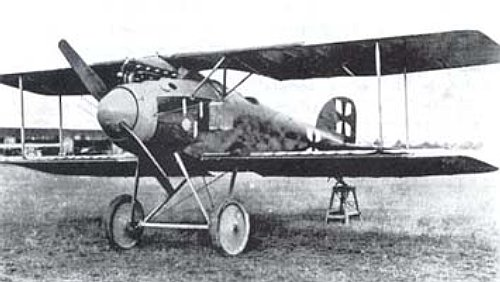

A Wiener Neustädter Flugzeugwerke (WNF), (em português:  Fábricas de aeronaves de Wiener Neustadt),  foi uma fábrica de aeronaves em Wiener Neustadt. 
Iniciada em 1915, contribuiu para o esforço de guerra do Império Austro-Húngaro, produzindo dois tipos de aviões: o Albatros D.II e o Albatros D.III. Após o final da guerra, devido ao Tratado de Versalhes de 1919, foi transformada num complexo para autocarros e carros, só voltando a produzir aviões em 1935.
Passou a ser administrada pela Alemanha após a anexação da Áustria no reich.
Como parte da actualização da Wehrmacht após esta expansão para lá das fronteiras germânicas, a Messerschmitt passou a ter um acordo com a WNF para que aqui fosse produzido o lendário Bf 109. Tendo iniciado a produção desta aeronave em 1939, por volta de 1945 já haviam produzido cerca de 8.545 unidades, o que representa um quarto dos quase 35.000 bf 109 produzidos.
Com o aproximar do final da guerra, este complexo foi bombardeado diversas vezes pela USAAF para infligir danos na máquina de produção bélica que alimentava o reich.